# 德雷克公式

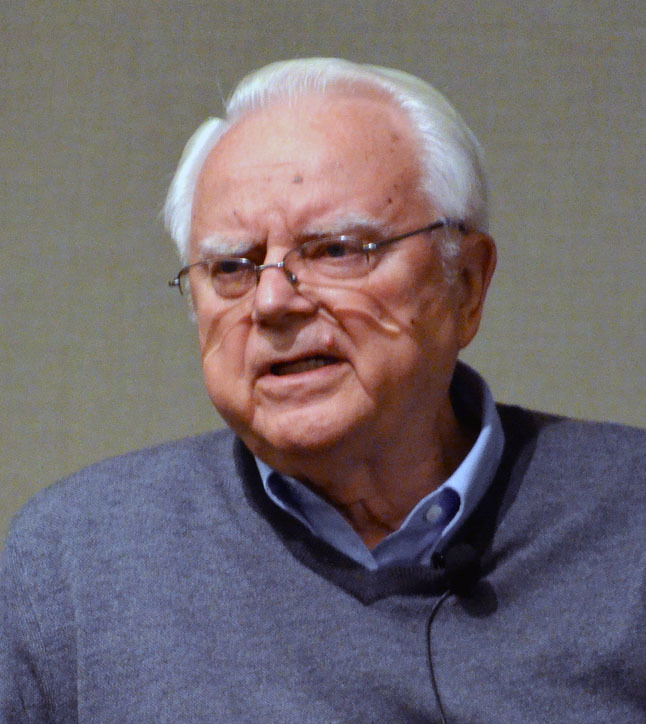
法蘭克·德雷克博士照

德雷克方程式（英語：Drake equation），又稱格林班克方程式（Green Bank equation），是由天文學家法蘭克·德雷克於1961年提出的一条用來推測「在銀河系內，可以和我們接觸的外星智慧文明數量」的方程式。
法蘭克·德雷克在1961年提出了德雷克方程式，目的不是為了量化外星智慧文明的數量，而是用作在搜寻地外文明计划（SETI）的第一個技術會議時引發科學討論的方式。其公式總結了研究者要考慮以無線電和地球通訊的外星智慧文明數量時，需要考慮的一些概念，德雷克公式比較算是估計外星智慧文明，而不是認真的要確定其明確的數量。
有關德雷克公式的批評不是在公式本身，而是估計值中的許多因子都是推測所得的結果，再加上這些因子相乘的效應，其產生的值不確定值太高，因此無法以此公式作出確切的結論。

## 方程式本身
德雷克方程式如下：
{\displaystyle N=R_{*}~\times ~f_{p}~\times ~n_{e}~\times ~f_{l}~\times ~f_{i}~\times ~f_{c}~\times ~L}
其中
- {\displaystyle N}代表銀河系內可能與人類通訊的文明數量
- {\displaystyle R_{*}}代表銀河內恆星形成的數量
- {\displaystyle f_{p}}代表恆星有行星的可能性
- {\displaystyle n_{e}}代表可能發展出生命的行星的平均數
- {\displaystyle f_{l}}代表以上行星發展出生命的可能性
- {\displaystyle f_{i}}代表演化出高智生物的可能性
- {\displaystyle f_{c}}代表該高智生命能夠進行通訊的可能性
- {\displaystyle L}代表該高智文明的預期壽命

各家對此方程式中的各項變數的估計值各有不同，不同的估計值可得出不同的{\displaystyle N}來，实际估值差异甚大，从数个到数千万不等。

## 參见
- 外星生命
- 搜尋地外文明計劃
- 平庸原理
- 地球殊異假說

## 扩展阅读
- Morton, Oliver. . Graham Formelo  (编). . Granta Books. 2002. ISBN 1-86207-555-7.
- Rood, Robert T.; James S. Trefil. . New York: Scribner. 1981. ISBN 0684178427.
- Vakoch, Douglas A.; Dowd, Matthew F. (编). . Cambridge, UK: Cambridge University Press. 2015  [2020-11-03]. ISBN 978-1-10-707365-4. （原始内容存档于2021-06-25）.